# Vitex nlonakensis
Vitex nlonakensis là một loài thực vật có hoa trong họ Hoa môi. Loài này được Engl. ex G.Piep. miêu tả khoa học đầu tiên năm 1929.